# Sistema Aarne-Thompson-Uther
O sistema de classificação de Aarne-Thompson-Uther é um sistema utilizado para classificar contos. Primeiramente desenvolvido por Antti Aarne e publicado em 1910, o sistema foi traduzido e ampliado por Stith Thompson (1928, 1961), e posteriormente revisado e ampliado pelo folclorista alemão Hans-Jörg Uther (2004). O Índice ATU, juntamente com o Motif-Index of Folk-Literature de Thompson (1932) - com o qual é usado em conjunto - é uma ferramenta essencial para folcloristas.
Como um tratamento de morfologia, ele usa motivos ao invés de ações para o grupo de contos. Acima de tudo, os contos são agrupados em Contos de Animais, Contos de Fadas, Contos Religiosos, Contos Realísticos, Contos do Ogro Estúpido, Piadas e anedotas e contos de fórmula. Dentro de cada grupo, eles são subdivididos por temas até que o tipo individual.

## Histórico
Antti Aarne foi aluno de Júlio Krohn e de seu filho Kaarle Krohn. Ele desenvolveu o seu método histórico-geográfica de comparação folclórica, e desenvolveu ainda a versão inicial do que se tornou o Sistema de classificação de Aarne-Thompson, publicado pela primeira vez em 1910. O norte-americano folclorista Stith Thompson, ao traduzir o sistema de classificação de Aarne em 1928 ampliou o seu escopo, e com sua segunda adição ao catálogo Aarne em 1961 criou o sistema AT-número (também conhecido como sistema AaTh) frequentemente usado hoje.

## Hans-Jörg Uther
O sistema numérico AT foi atualizado e ampliado em 2004 com a publicação de The Types of International Folktales: A Classification and Bibliography, do folclorista alemão Hans-Jörg Uther. Uther observou que muitas das descrições anteriores eram superficiais e muitas vezes imprecisas, que muitos "tipos irregulares" são na verdade antigos e difundidos e que a "ênfase na tradição oral" muitas vezes obscurecia "versões escritas mais antigas dos contos-tipos". Para remediar essas deficiências, Uther desenvolveu o sistema de classificação Aarne-Thompson-Uther (ATU) e incluiu mais contos do leste e do sul da Europa, bem como "formas narrativas menores" nesta lista expandida. Ele também colocou a ênfase da coleção de forma mais explícita nos contos populares internacionais, removendo exemplos cuja atestação era limitada a um grupo étnico.

## Críticas
A classificação foi criticada por Vladimir Propp, por ignorar as funções pelas quais os temas são classificados. Além disso, uma análise macro mostra que as histórias que repetem temas não podem ser classificadas em conjunto, enquanto histórias com grandes divergências podem ser, porque a classificação tem de seleccionar algumas características relevantes. Ele também observou que, embora a distinção entre os contos de animais (Contos de animais) e os contos fantásticos (contos fantásticos) eram basicamente corretos - ninguém iria classificar Tsarevitch Ivan, the Fire Bird and the Gray Wolf como um conto de animais por causa do lobo. O que fez gerar questões, pois muitas vezes os contos de animais contém elementos fantásticos, e os contos fantásticos, muitas vezes contém animais. Realmente um conto poderia mudar de categoria se um camponês enganasse um urso em vez de um diabo.
Ao descrever a motivação para seu trabalho em 2000, Uther apresenta várias críticas ao índice original. Ele ressalta que o foco de Thompson na tradição oral, por vezes negligencia as versões mais antigas das histórias, mesmo quando existem registros escritos. A distribuição de histórias é desigual, com o leste e o sul da Europa sendo sub-representados, e algumas histórias incluídas terem importância duvidosa.

## Sistema ATU no Brasil
Ainda sob a denominação Índice Aarne-Thompson (AT), o Sistema foi utilizado, no Brasil, pela primeira vez, em 1946, por Luís da Câmara Cascudo, em notas ao final das histórias do livro Contos Tradicionais do Brasil (1946).  Braulio do Nascimento utilizou a estrutura como base para o Catálogo do conto popular brasileiro, ainda usando o acrônimo AT. Mais recentemente, Marco Haurélio, em parceria com Paulo Correia, da Universidade do Algarve, tem classificado todos os contos recolhidos por ele de acordo com o Sistema ATU ou índices correlatos. Haurélio também utilizou o Índice para classificar centenas de folhetos de cordel, tema de sua dissertação de mestrado, O fio e a meada, defendida na Universidade de Campinas em 2024. 

## Tipos
O catálogo Aarne-Thompson divide os contos em seções com um número "AT" de entrada. Os nomes indicados são típicos, mas o seu uso varia, o mesmo tipo de número pode ser referido por seu tema central, ou por um conto popular variante desse, o que pode diferir, especialmente quando usado em diferentes países, onde as diferentes variantes são bem conhecidas . Não precisando ser precisas para todos os contos; Cat as Helper (545B), inclui contos, onde uma raposa ajuda o herói.
Tipos intimamente relacionados são freqüentemente agrupados dentro de um mesmo modelo: 510 - Persecuted Heroine (Heroina Perseguida), tem 510A, como Cinderela e 510B como Catskin, e 400 - The Quest for a Lost Bride (A busca pela noiva perdida), tem como subtipo de 401* - Swan Maiden.

## Tipos e Exemplos

### Contos de Animais
- Animais Selvagens (1-99)

- - A Raposa ou outro animal inteligente (1-69)

- - Outros Animais Selvagens (70-99)

- Animais Selvagens e Animais Domésticos (100-149)

O Rato do Campo e o Rato da Cidade - 112
Os Três Porquinhos - 124
- Animais Selvagens e Humanos (150-199)

Os Três Ursos - 171
- Animais Domésticos (200-219)
- Outros Animais e Objetos (220-299)

A Lebre e a Tartaruga - 275

### Contos de Fada
- Oponentes Sobrenaturais (300-399)

Rapunzel - 310
- Familiares sobrenaturais ou Encantados (400-459)

- - Esposas (400-424)

A Bela Adormecida - 410
- - Marido (425-449)

A Bela e a Fera - 425C
O Príncipe Sapo - 440
- - Irmão ou Irmã (450-459)

- Tarefas Sobrenaturais (460-499)
- Ajudantes Sobrenaturais (500-559)

Rumpelstiltskin - 500
- Itens Mágicos (560-649)

Aladim - 561
O Ganso de Ouro - 571
- Poder ou Conhecimento Sobrenatural (650-699)

Ali Babá - 676
- Outras histórias do sobrenatural (700-749)

A Princesa e a Ervilha - 704

### Contos Religiosos
- Recompensas ou Puniçoes Divinas (750-779)
- A verdade vem à luz (780-799)
- Céu (800-809)
- O Diabo (810-826)
- Outros Contos Religiosos (827-849)

### Contos Realistas ou Novelas
- O homem casa com a princesa (850-869)
- A mulher casa com o Príncipe (870-879)
- As provas de fidelidade e Inocência (880-899)
- A esposa obstinada aprende a obedecer (900-909)
- Bons Preceitos (910-919)
- Atos e palavras inteligentes (920-929)

O Julgamento de Salomão - 926
- Contos de Destino (930-949)
- Ladrões e assassinos (950-969)
- Outros Contos Realistas (970-999)

### Contos de Ogros Estúpidos, Gigantes ou Demonios
- Contrato de trabalho (1000-1029)
- Parceria entre Homem e Ogro (1030-1059)
- Disputa entre Homem e Ogro (1060-1114)
- Homem mata (fere) Ogro (1115-1144)
- Ogro assustado pelo homem (1145-1154)
- Homem sobrepuja o diabo (1155-1169)
- Alma salva do Diabo (1170-1199)

### Anedotas e Piadas
- Histórias sobre um tolo (1200-1349)
- Histórias sobre casais (1350-1439)

- - Esposa tola e seu marido  (1380-1404)

- - Marido tolo e sua esposa (1405-1429)

- - Casal tolo (1430-1439)

- Histórias sobre uma mulher (1440-1524)

- - Procurando uma esposa (1450-1474)

- - Piadas sobre solteironas (1475-1499)

- - Outras histórias sobre as Mulheres (1500-1524)

- Histórias sobre um homem (1525-1724)

- - O homem inteligente (1525-1639)

Sopa de Pedra - 1548
A Roupa Nova do Rei - 1620
- - Acidentes de sorte (1640-1674)

- - O Homem estúpido (1675-1724)

- Piadas sobre Clérigos e figuras religiosas (1725-1849)

- - O clérigo é Enganado (1725-1774)

- - O clérigo e o sacristão (1775-1799)

- - Outras piadas sobre figuras religiosas (1800-1849)

- Anedotas sobre outros grupos de pessoas (1850-1874)
- Contos de Altura (1875-1999)

### Contos de Fórmula
- Contos Cumulativos (2000-2100)

- - Cadeias baseadas em números, objetos, animais ou nomes (2000-2020)

- - Cadeias envolvendo mortes (2021-2024)

- - Cadeias envolvendo comer (2025-2028)

- - Cadeias envolvendo outros eventos (2029-2075)

- Contos de pegar (2200-2299)
- Outros contos de fórmula (2300-2399)